# William Devereux
William Devereux de Mompill o Mountpile (condado de Wexford en Irlanda) fue un militar irlandés.  

## Familia
Coronel de los reales ejércitos de Su Majestad británica en Irlanda. Segundo hijo de William Devereux de Balmagir, caballero Cruzado. De la estirpe de Devereux, antiguo conde de Essex. Senescal del condado de Wexford y gran propietario de una hacienda en la isla de Montserrat en el mar Caribe, la cual heredaron sus hijos John Devereux y Eleonor Devereux, esta última casada con el caballero Peter Stafford en el condado de Wexford, miembro de la conocida familia Stafford de Buckingham. Este matrimonio procreó a John y Peter Stafford.